# チャーターズ・タワーズ駅
チャーターズ・タワーズ駅（英語：Charters Towers railway station）はオーストラリアクイーンズランド州チャーターズ・タワーズ エンタープライズ・ロード3-5にあるクイーンズランド鉄道マウント・アイザ線の駅。

## 利用可能な鉄道路線／列車
クイーンズランド鉄道トラベルトレインの停車する列車は下記の通り。
タウンズビルとマウント・アイザ間の夜行長距離列車ジ・インランダー号 …タウンズビル方面 金・月、マウント・アイザ方面 水・土 停車 